# کیست گانگلیون

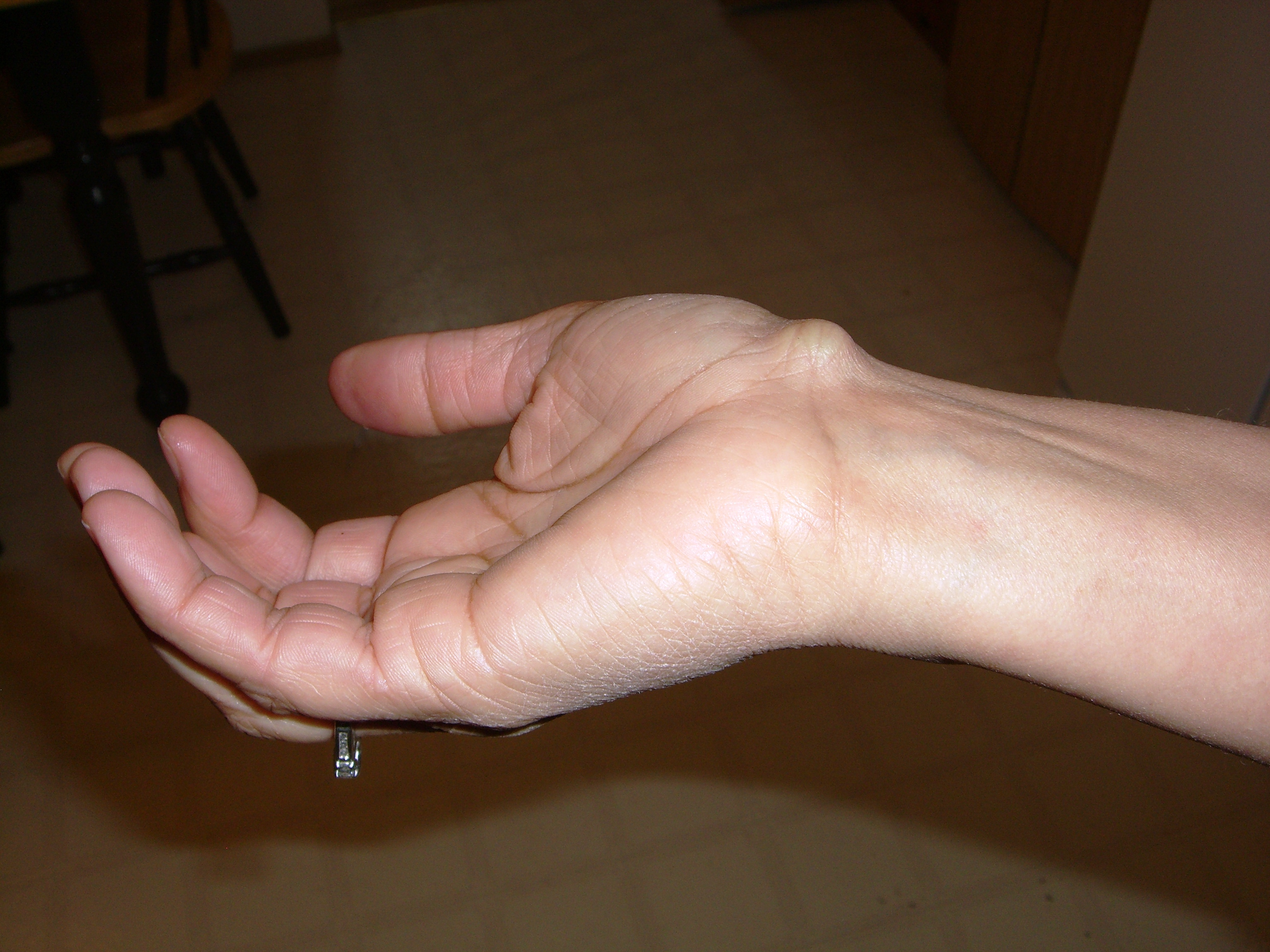
کیست مچ دست

کیست گانگلیون (به انگلیسی: Ganglion Cyst) یا کیست مچ دست برجستگی‌هایی کیستی است که گاهی بر روی مفاصل و تاندون‌ها ایجاد می‌شود.

## نامگذاری
هرچند گانگلیون از نظر ریشه لغوی به برجستگی‌های زیر پوست بدن گفته می‌شود،
ولی کاربرد آن در پزشکی بیشتر به عنوان گانگلیون عصبی متداول می‌باشد شاید «کیست سینوویال» نام درست تری برای این ضایعه برجسته در دست و پا باشد، زیرا همیشه یک لایه سلول ترشحی در داخل آن وجود دارد.

## محل تشریحی
شایع‌ترین محل به‌وجود آمدن آن در پشت دست و مچ دست است ولی در مچ پا و زانو نیز دیده می‌شود. در بند انتهایی انگشتان نیز شایع است.

## خاستگاه
خاستگاه کیست از لایه سینوویوم غلاف تاندون یا مفصل است و به صورت فتق از لایه‌های پوشاننده مفصل و تاندون خارج و بطرف زیر پوست متمایل می‌گردد و با تحریک موضعی، مایع ترشحی سینوویوم افزایش یافته و کیست بزرگتر می‌شود.

## علایم بالینی
کیست معمولاً برجستگی به اندازه ۲ سانتی‌متر و با قوام سفت استخوانی است که بعلت غلظت زیاد محتویات ژلاتینی داخل آن است. محل شایع آن در پشت دست و اطراف مچ دست است. با فشار دادن پر و خالی نمی‌گردد و معمولاً متحرک نیست. اکثراً درد کمی ایجاد می‌کند ولی کیست‌هایی که نزدیک عروق یا اعصاب سطحی باشند می‌توانند دردهای انتشاری، ایجاد کنند.
تشخیص کیست‌ها با معاینه بالینی توسط پزشک می‌باشد و به ندرت ممکنست برای تشخیص کیست‌های نهفته از ام‌آرآی استفاده شود.

## علل
به‌طور کلی علت این عارضه ناشناخته است اما موارد زیر مفروض است.
رایج‌ترین علت احتمالی پذیرفته‌شده کیست‌های گانگلیونی، فرضیه فتق است، که بر اساس آن تصور می‌شود که به صورت بیرون‌زدگی یا اتساع بخش ضعیف‌شده کپسول مفصلی یا غلاف تاندون رخ می‌دهد. این توصیف بر اساس مشاهدات ایجاد این کیست‌ها در نزدیکی تاندون‌ها و مفاصل می‌باشد. آناتومی میکروسکوپی کیست شبیه بافت تنوسینوویال (tenosynovial tissue) است. این مایع از نظر ترکیب مشابه مایع زلاله‌ای است. مایع تزریق شده به مفصل اغلب به کیست وارد می‌شود ولی مایع تزریق شده به کیست به ندرت وارد مفصل می‌شود که به شکل‌گیری ظاهری یک «دریچه یک‌طرفه» منجر شده است که اجازه می‌دهد مایع از مفصل خارج شود، اما به داخل مفصل بازنمی‌گردد.
گاهی زوال بافت همبند پس از ضربه و التهاب به عنوان علت در نظر گرفته شده است. مکانیسم‌های احتمالی دیگر برای ایجاد کیست‌های گانگلیونی عبارتند از استرس مکانیکی مکرر، آرتروز مفاصل بین مهره‌ای، زوال موکوس بافت همبند اطراف مفصلی و مایع شدن مزمن آن، افزایش تولید اسید هیالورونیک توسط فیبروبلاست‌ها و تکثیر سلول‌های مزانشیمی.

## درمان
بسیاری از کیست‌های کوچک یا کیست‌های بدون درد نیازی به درمان ندارند. درمان کیست به دو روش انجام می‌شود بعضی از آن‌ها که قوام نرم دارند و مایع داخل آن آبکی و شل است با روش تخلیه با سوزن (Aspiration) و آن‌هایی که سفت و بزرگ هستند نیاز به جراحی و خارج کردن تمام کیست را دارند.
درمان‌های خانگی مثل ضربه زدن برای ترکاندن کیست یا گذاشتن جسم سخت روی آن و بستن با فشار، توصیه نمی‌گردد و ممکنست با عوارض همراه باشد.